# آنج غارديان (كيبك)
آنج غارديان (بالإنجليزية: Ange-Gardien, Quebec)‏ هي بلدية محلية في كيبيك تقع في كندا في Rouville Regional County Municipality. يقدر عدد سكانها بـ 2,420 نسمة ومساحتها 90.50 كم2 .